# Parti démocratique sénégalais/Rénovation
Le Parti démocratique sénégalais/Rénovation (PDS/R) est un parti politique sénégalais, dirigé part Serigne Diop, universitaire et ancien ministre.

## Histoire
Issu d'une scission avec le Parti démocratique sénégalais, il est créé par Serigne Diop le 2 juillet 1987, après que celui-ci a été exclu du PDS.
Il participe aux élections législatives de 1998 et obtient un siège à l'Assemblée nationale.

## Orientation
Ses objectifs déclarés sont « la réalisation de l’unité africaine ; à l’échelon du Sénégal, la réalisation d’une démocratie pluraliste ; sur le plan économique et social, la réalisation d’une société socialiste fondée sur la justice sociale ».

## Symboles
Ses couleurs sont le bleu, le jaune et le rouge.
La carte de l’Afrique de couleur rouge avec une représentation du Sénégal est l'emblème du parti qui figure sur un drapeau de couleur bleue.